# فابيان كارات
فابيان كارات (بالفرنسية: Fabienne Carat)‏ (من مواليد 24 أغسطس 1979 في باو، فرنسا) هي ممثلة ومغنية فرنسية.

## وصلات خارجية
- فابيان كارات على موقع IMDb (الإنجليزية)
- فابيان كارات على موقع ألو سيني (الفرنسية)
- فابيان كارات على موقع قاعدة بيانات الفيلم (الإنجليزية)
- فابيان كارات على موقع كينوبويسك (الروسية)